# 褐鱗雙蓋蕨
褐鱗雙蓋蕨（学名：Diplazium phaeolepis）为蹄蓋蕨科雙蓋蕨屬下的一个种。

## 扩展阅读
- 維基物種上的相關：褐鱗雙蓋蕨